# Kincang
Kincang is een bestuurslaag in het regentschap Banjarnegara van de provincie Midden-Java, Indonesië. Kincang telt 3410 inwoners (volkstelling 2010).